# Sparkasse Dillingen-Nördlingen
Die Sparkasse Dillingen-Nördlingen war ein öffentlich-rechtliches Kreditinstitut mit Sitz in Dillingen an der Donau in Bayern. Ihr Geschäftsgebiet erstreckt sich auf den Landkreis Dillingen an der Donau, die Stadt Nördlingen und den ehemaligen Landkreis Nördlingen. Zum 1. Januar 2025 ist sie mit der Sparkasse Donauwörth zur Sparkasse Nordschwaben fusioniert.

## Organisationsstruktur
Die Sparkasse Dillingen-Nördlingen war eine Anstalt des öffentlichen Rechts. Träger war der „Zweckverband Sparkasse Dillingen a.d. Donau-Nördlingen“; dessen Mitglieder sind die Großen Kreisstädte Dillingen a.d. Donau (Anteil 19,5 %) und Nördlingen (17,5 %), die Städte Lauingen an der Donau (15,1 %), Gundelfingen an der Donau (15,1 %), Höchstädt an der Donau (12,2 %) und Wertingen (1,5 %) sowie die Landkreise Dillingen an der Donau (10,3 %) und Donau-Ries (8,8 %).
Rechtsgrundlagen sind das bayerische Sparkassengesetz, die bayerische Sparkassenordnung und die durch den Träger der Sparkasse erlassene Satzung. Organe der Sparkasse sind der Vorstand und der Verwaltungsrat.

## Geschäftsausrichtung
Die Sparkasse Dillingen-Nördlingen betreibt das Universalbankgeschäft. Die Sparkasse Dillingen-Nördlingen wies im Geschäftsjahr 2024 eine Bilanzsumme von 2,139 Mrd. Euro aus und verfügte über Kundeneinlagen von 1,74 Mrd. Euro. Gemäß der Sparkassenrangliste 2024 liegt sie nach Bilanzsumme auf Rang 225. Sie unterhält 24 Filialen/Selbstbedienungsstandorte und beschäftigt 303 Mitarbeiter.

## Geschichte
Bereits 13 Jahre nach der Gründung der ersten bayerischen Sparkasse in Nürnberg wurde 1834 die Sparkasse Dillingen gegründet. Die Bürger erfuhren davon durch Bekanntgabe der Statuten im Dillinger Wochenblatt sowie durch öffentlichen Trommelschlag. Es galt, die soziale Lage der Bevölkerungskreise zu verbessern. Die Verwaltung der Sparkasse erfolgte ehrenamtlich durch die hierzu bestimmten Mitglieder des Magistrats. Die Kasse war an einem Tag der Woche nachmittags geöffnet und das Geschäftslokal befand sich im 1. Stock des Rathauses in Dillingen, in der Königstraße.
In Folge wurden weitere Sparkassen im Landkreis Dillingen gegründet: Wertingen (9. Juli 1845), Höchstädt (27. Mai 1846) sowie Lauingen (7. November 1854) und Gundelfingen (9. November 1854). Zum Ende des Gründungsjahres 1929 einer Sparkassenstelle in Bissingen machten sich in Deutschland die ersten Anzeichen einer Wirtschaftskrise bemerkbar. Mitten in diese Zeit fällt mit dem Jahr 1934 das 100. Gründungsjubiläum der Sparkasse.
Der Geschäftsumfang war inzwischen so angewachsen, dass die Räume im Rathaus in Dillingen zu klein wurden. Die Sparkasse erwarb deshalb 1934 das Anwesen der früheren Küglebank in der Königstraße 22 und führte ab 1935 den Geschäftsbetrieb dort weiter. Für die Geschichte der Sparkasse besonders bedeutsam ist das Jahr 1936, denn die bisherigen Sparkassen der Städte Dillingen, Gundelfingen, Höchstädt und Lauingen schlossen sich nach Bildung eines Zweckverbandes, dessen Mitglieder die vier Städte zusammen mit dem Landkreis – seit 1977 auch zusätzlich die Stadt Wertingen – sind, zu einer Zweckverbandssparkasse mit dem Sitz in Dillingen zusammen. Die Leistungsfähigkeit wurde zum Nutzen aller Träger der Sparkasse, für das gesamte Geschäftsgebiet und für die Kunden nachhaltig gestärkt.
Nachdem schon seit Jahren das seit 1935 genutzte Verwaltungsgebäude in der Königstraße 22 nicht mehr genügend Raum bot, bezog man am 21. Mai 1958 einen neuen Standort. Mit dem Erwerb des ehemaligen Hotels „Zum goldenen Stern“ bot sich die Möglichkeit, neue moderne Räumlichkeiten zu schaffen. Die Eröffnung der Kreis- und Stadtsparkasse Dillingen, Königstraße 36, erfolgte 1958.
Um die Kundennähe zu verbessern, wurde von 1959 bis 1982 das Geschäftsstellennetz der Sparkasse durch Errichtung von Filialen in Buttenwiesen, Wittislingen, Bachhagel, Syrgenstein, Dillingen, Große Allee, Aislingen, Weisingen, Holzheim, Schretzheim, Bächingen, Hausen, Schwenningen, Blindheim, Haunsheim, Glött, Steinheim, Mörslingen, Villenbach, Lauterbach, Lutzingen, Binswangen und Ziertheim flächendeckend im gesamten Landkreis Dillingen erweitert.
In den Jahren 2013 bis 2017 wurde das Geschäftsstellennetz neu strukturiert. Die Kreis- und Stadtsparkasse konzentrierte ihre Beratungs- und Serviceleistungen nun auf zehn Geschäftsstellen und sieben Selbstbedienungs-Geschäftsstellen im Landkreis Dillingen.
Zum 30. August 2019 fusionierte die Kreis- und Stadtsparkasse Dillingen mit der Sparkasse Nördlingen zur Sparkasse Dillingen-Nördlingen. Der Sitz der Sparkasse Dillingen-Nördlingen ist Dillingen a. d. Donau, Königstraße 36, mit 12 Geschäftsstellen und 13 Selbstbedienungs-Geschäftsstellen.
Im Juni 2024 wurden die Fusionspläne der Sparkasse Dillingen-Nördlingen und der Sparkasse Donauwörth öffentlich, mit dem Ziel, zum 1. Januar 2025 zu fusionieren. Zum 1. Januar 2025 ist sie mit der Sparkasse Donauwörth zur Sparkasse Nordschwaben fusioniert.

## Sparkassen-Finanzgruppe
Die Sparkasse Dillingen-Nördlingen ist Teil der Sparkassen-Finanzgruppe. Die Sparkasse vertreibt Bausparverträge der regionalen Landesbausparkasse, offene Investmentfonds der DekaBank und vermittelt Versicherungen der Versicherungskammer Bayern. Im Bereich des Leasing kooperiert die Sparkasse Dillingen-Nördlingen mit der Deutschen Leasing. Zuständige Landesbank ist die BayernLB. Die Bank fungiert unter anderem als Verrechnungsstelle für den bargeldlosen Zahlungsverkehr, dient der Anlage von Liquiditätsreserven der Sparkasse Dillingen-Nördlingen und unterstützt dieses Kreditinstitut – durch die Ausgabe von Pfandbriefen oder Kommunalobligationen – bei seiner Refinanzierung.

## Einlagensicherung
Die Sparkasse Dillingen-Nördlingen gehört dem Einlagensicherungssystem der Sparkassen an. Diese Sicherung erfolgt auf drei Ebenen. Zunächst ist der regionale Sparkassenverband verpflichtet, eine notleidende Sparkasse über den regionalen Sparkassen-Stützungsfonds (Cash-Fonds) zu stützen. Reichen dessen Mittel nicht aus, so erfolgt ein überregionaler Ausgleich aus Mitteln aller Sparkassen-Stützungsfonds und des Haftungsverbundes mit den Sicherungseinrichtungen der Landesbanken und Landesbausparkassen. Sollte die Stützung der Sparkasse und damit ihrer Einleger durch diese Einrichtungen ebenfalls nicht ausreichen, greift die gesetzliche Einlagensicherung des Einlagensicherungs- und Anlegerentschädigungsgesetzes. Eine Beanspruchung der Gewährträger, durch wen auch immer, wurde nach der Brüsseler Konkordanz ausgeschlossen. Lediglich für Ansprüche, die vor dem 18. Juli 2005 entstanden sind und eine Laufzeit bis zum 31. Dezember 2015 hatten, galt die alte Gewährträgerhaftung.

## Stiftungen
Die beiden Fusionssparkassen Dillingen und Nördlingen hatten bereits in der Vergangenheit jeweils eigene Stiftungen gegründet. Bei der Sparkasse Nördlingen handelt es sich um die Stiftung der Sparkasse Nördlingen (Gründungsjahr 1998) und bei der Kreis- und Stadtsparkasse Dillingen a. d. Donau um die Sparkassenstiftung für den Landkreis Dillingen a. d. Donau (Gründungsjahr 2007). Beide Stiftungen sind rechtsfähige Stiftungen des bürgerlichen Rechts und auch nach erfolgter Fusion der beiden Sparkassen weiterhin unter ihrem Gründungsnamen als eigenständige Einrichtungen tätig und ihrem in der jeweiligen Satzung niedergelegten Stiftungszweck verpflichtet. Die Stiftungszwecke beider Stiftungen ähneln sich und reichen von der Förderung von Bildung und Erziehung, der Jugend- und Altenhilfe, Tier-, Natur- und Landschaftsschutz bis hin zur Wissenschafts- und Forschungsförderung. Auf Grund ihrer Historie ist der Wirkungskreis beider Stiftungen auf das ursprüngliche Geschäftsgebiet der jeweiligen Gründungssparkasse, d. h. den Landkreis Dillingen a. d. Donau bzw. Nördlingen und das Ries begrenzt. Mit einem Grundstockvermögen von jeweils knapp über einer Million Euro gehören beide Stiftungen damit zu den großen Stiftungen in der Sparkassen-Finanzgruppe. Ausschüttungen für Förderprojekte und Spenden gemäß dem Stiftungszweck sind nur aus den Erträgnissen des jeweiligen Grundstockvermögens möglich.